# デリシャスボディガール・美咲 妖艶未亡人と愛欲たっぷりハンバーグ
『デリシャスボディガール・美咲 妖艶未亡人と愛欲たっぷりハンバーグ』（デリシャスボディガール・みさき ようえんみぼうじんとあいよくたっぷりハンバーグ）は、FANZAにて2020年6月19日より配信されている配信ドラマ、オリジナルビデオ作品である。小淵アキラ脚本・監督作。

## 概要
五感を刺激するデリシャス＆セクシーなドラマ作品、「食欲」と「性欲」が絡み合うグルメ・エロスシリーズとして立案され、製作開始。
R18版が2020年6月19日よりFANZAで先行配信開始。同年7月3日よりシネマファストよりレンタル開始。8月5日、竹書房よりセル販売開始。レンタル、セル版はR15編集されている。
サブタイトルを含む正式タイトルは『デリシャスボディガール・美咲 妖艶未亡人と愛欲たっぷりハンバーグ』。タイトルロゴはナカグロの入らない『デリシャスボディガール美咲』であるほかR-18版配信は主演女優の名を冠した『小倉由菜の肉欲迸るエロボディのスイート＆ジューシーSEX』であるなど表題タイトルには揺れがある。
2021年にはシリーズ第二弾である『デリシャスボディガール・瞳 超高級食パンのセクシーディナーを召し上がれ』が製作された。

## あらすじ
都内ながら幹線道路からも遠く、不便な場所にある洋食店「洋食TAKAHASHI」。客足は伸びないものの、ここの店には絶対的な自信を持つ一品料理がある。それが「煮込みハンバーグ」だ。若き日に修業した師匠にも認められ、口コミで評判が広がろうとしていた矢先、交通事故によりシェフが帰らぬ人に。残された未亡人・美咲と弟は、シェフが書き残した残されたレシピを見つけたことで、味を再現、店の再開へと希望を見出すのだが、「冷凍食品のハンバーグのほうがうまい」と言われてしまう。果たして店は再びオープンすることはできるのか!?　そして夫が求めた究極のレシピにたどり着くことはできるのか? 

## 登場人物
高橋美咲
演 - 小倉由菜
夫・健一健在時は洋食TAKAHASHIのウェイターであり、没後は支配人兼料理長。不慮の事故により夫に先立たれ、失意の中、残されたレシピを基に夫の料理の再現と料理店再興を誓うが、料理の腕はさほどない。しかしキュートな容姿と情熱は周囲の人々を引き寄せる魅力があり、美咲自身も孤独を分かち合える相手を心の奥底で求めている。好物はほうとう。
秀樹
演 - 橘秀樹
美咲の実弟。健一健在時は店にノータッチであったが、失意の美咲を見かねた両親にほだされ、同じ東京に住むこともあり、美咲の相談相手店舗再開時にはウェイターとして店を手伝う。
谷口茂
演 - 折笠慎也
流れの料理人。若き日は「いかり亭」で勤務し健一と切磋琢磨した仲で、200万円を借りた恩義がある。洋食TAKAHASHIの噂をかぎつけレシピを盗みにやってきたが、腕のない美咲とその甲斐甲斐しさに胸を打たれ、レシピに書かれていない料理の基本と応用を教示する。
那津
演 - 西田那津
谷口の恋人。谷口の腕を見込み、店を用意すると伝えているが、谷口に自分の店を持ちたいという思いがないと聞き困惑。洋食TAKAHASHIへ手伝いをしに行ったことを知ると、店の立て直した上での乗っ取りを企てる。
高橋健一
演 - 梅垣又
洋食TAKAHASHI支配人で料理人。一流洋食店「いかり亭」で修業し、洋食店を独立開業。幹線道路から外れながらも厨房設備が整っている物件を居抜きで見つけ、こぢんまりした一軒家のような一人でも仕切れる洋食TAKAHASHIをオープンした。最後まで追い求めていた「究極の煮込みハンバーグ」のレシピを完成させ、口コミ人気も出てきた矢先、交通事故により死去。
岡崎
演 - 野口雅弘
一流洋食店「いかり亭」支配人。周囲からはオヤジと呼ばれる料理界の重鎮。
広木
演 - 郡司博史　
岡崎の側近の一人。
佐々木
演 - 野間清史
岡崎の側近の一人。
客
演 - 初咲里奈
洋食TAKAHASHIの女性客。

## スタッフ
- 製作：高澤吉紀
- プロデューサー：吉田堯（彩プロ）、池田大威（オーパーツ）
- フードコーディネーター：新垣ことり
- 撮影・編集：深山裕一
- 撮影助手：全力投球
- スチール：こくまい太
- ヘアメイク：オオギシミサキ
- MA：金子光一
- 制作応援：郡司博史
- 撮影協力：マインズ、インフィールド、夢工房、ビストロルージュ、キッチンスタジオぱてぃあ、スタジオカプリ、グンジ印刷
- 監督・脚本：小淵アキラ
- 制作協力：オーパーツ
- 製作著作：シネポップ